# Marchampt
Marchampt est une commune française située dans le département du Rhône, en région Auvergne-Rhône-Alpes

## Géographie
Situé entre Beaujeu et Belleville, Marchampt est village viticole pittoresque.
Le col de la Croix-Rosier (721m), au programme de la 12e étape du Tour de France 2023, permet de rejoindre les villages du Perréon ou de Claveisolles, ce dernier étant également accessible par le col de la Croix-Marchampt (685m) ou le col de la Casse-Froide (742m). Le point culminant du village est le Mont Soubran atteignant 894 mètres d'altitude.
Le village de Marchampt fait partie du "Beaujolais rouge" (viticole) dans lequel il se situe a l'extrême ouest. Ses cols permettent de rejoindre la Vallée d'Azergues et le "Beaujolais vert".

### Climat
Pour des articles plus généraux, voir Climat d'Auvergne-Rhône-Alpes et Climat du Rhône.
En 2010, le climat de la commune est de type climat des marges montargnardes, selon une étude du Centre national de la recherche scientifique s'appuyant sur une série de données couvrant la période 1971-2000. En 2020, Météo-France publie une typologie des climats de la France métropolitaine dans laquelle la commune est exposée à un climat de montagne ou de marges de montagne et est dans la région climatique  Nord-est du Massif Central, caractérisée par une pluviométrie annuelle de 800 à 1 200 mm, bien répartie dans l’année.
Pour la période 1971-2000, la température annuelle moyenne est de 10,5 °C, avec une amplitude thermique annuelle de 17,2 °C. Le cumul annuel moyen de précipitations est de 886 mm, avec 10,3 jours de précipitations en janvier et 7,5 jours en juillet. Pour la période 1991-2020, la température moyenne annuelle observée sur la station météorologique de Météo-France la plus proche, « Saint-Didier-Beaujeu », sur la commune de Saint-Didier-sur-Beaujeu à 5 km à vol d'oiseau, est de 11,2 °C et le cumul annuel moyen de précipitations est de 934,2 mm,. Pour l'avenir, les paramètres climatiques de la commune estimés pour 2050 selon différents scénarios d'émission de gaz à effet de serre sont consultables sur un site dédié publié par Météo-France en novembre 2022.

## Urbanisme

### Typologie
Au 1er janvier 2024, Marchampt est catégorisée commune rurale à habitat dispersé, selon la nouvelle grille communale de densité à sept niveaux définie par l'Insee en 2022.
Elle est située hors unité urbaine et hors attraction des villes,.

### Occupation des sols
L'occupation des sols de la commune, telle qu'elle ressort de la base de données européenne d’occupation biophysique des sols Corine Land Cover (CLC), est marquée par l'importance des forêts et milieux semi-naturels (63 % en 2018), une proportion identique à celle de 1990 (63 %). La répartition détaillée en 2018 est la suivante : 
forêts (62,3 %), cultures permanentes (21,8 %), prairies (14,8 %), milieux à végétation arbustive et/ou herbacée (0,6 %), zones agricoles hétérogènes (0,5 %). L'évolution de l’occupation des sols de la commune et de ses infrastructures peut être observée sur les différentes représentations cartographiques du territoire : la carte de Cassini (XVIIIe siècle), la carte d'état-major (1820-1866) et les cartes ou photos aériennes de l'IGN pour la période actuelle (1950 à aujourd'hui).

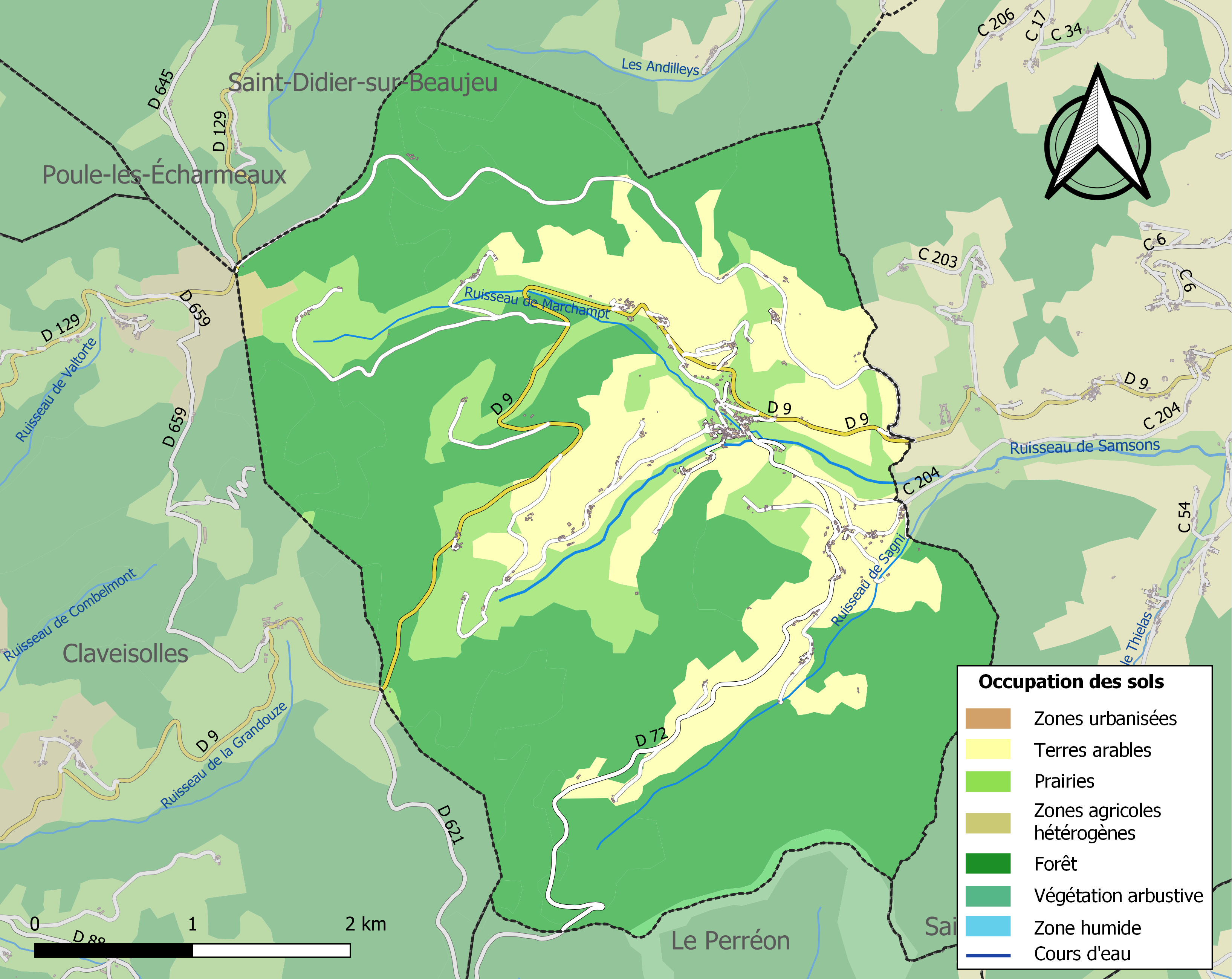
Carte des infrastructures et de l'occupation des sols de la commune en 2018 (CLC).

## Légende de la Grobe
- Si vous ne connaissez pas le sujet, laissez ce bandeau (vous pouvez alors contacter les auteurs).
- Si vous supprimez le contenu mis en cause (vous pouvez préalablement contacter les auteurs),

argumentez précisément cette suppression dans la page de discussion
(un manque de référence n'est pas un argument ; une recherche réelle de référence doit avoir été effectuée, être formellement documentée).
Une tradition assez répandue voudrait qu'une famille de Marchampt, se rendant a la messe de Noël, prit soin de placer une "grobe" (buche creuse) dans l'âtre de la cheminée afin de tenir chaud à la grand-mère qui ne pouvait les accompagner.
Pendant l'absence de sa famille, la vieille femme fut surprise par des bruits émanants de la cheminée : "hou-hou". Brusquement, une chouette s'échappa du large creux de la buche qui brulait et s'envola dans la pièce, provoquant la frayeur de la vieille femme.
L'anecdote ne manqua pas de faire sourire et fit le tour du village.
Le mot "Grobe" correspond en patois à un vieil arbre creux ou à une souche creuse. Cette légende expliquerait pourquoi le village de Marchampt est surnommé la "Grobe" et ses habitants appelés "Grobis ou Grobire(s)".

## Histoire
La localité de Marchampt est mentionnée dès le Xe siècle dans plusieurs actes du très ancien cartulaire Saint-Vincent de Mâcon sous le nom latin de Morcampo, a proximité de la montagne de Solbren (Mont Soubran).
Un premier acte daté du 5 mai 919 rapporte un échange de terres entre un certain Garemanus et le chapitre Saint Vincent de Mâcon. Le nom de la commune évolua au fil des siècles passant de Marchamp ou Marchant (XIVe) à Marchampt (XIXe).
La commune actuelle de Marchampt correspond (avec la vallée de Romarand) à l'ancienne seigneurie de Varenne, devenue très puissante à partir du XVIIe siècle quand elle fut érigée en marquisat. Les armes de la famille De Nagu, seigneurs de Varenne de 1395 à 1769, sont toujours gravées dans le bénitier de l'église de Marchampt. Le château fut rattaché à la commune de Quincié à la Révolution.
La commune (administrative) de Marchampt fut créée en 1793 et érigée en paroisse autonome en 1808. Elle dépendait auparavant de la paroisse de Quincié-en-Beaujolais qui déléguait un vicaire.
Plusieurs prêtres marquèrent durablement l'histoire du village. Parmi eux, on pourrait citer :
- Le père Henri Despras (1799-1866), prêtre bâtisseur (église, chapelle, école religieuse) inhumé dans le cimetière communal;
- Le père Montaland qui officia à Marchampt pendant les deux Guerres mondiales et entreprit d'écrire l'histoire du village;
- L'abbé Marcel Guinand, "prêtre ouvrier" et dernier curé de Marchampt dans les années 1950. Une rue porte son nom.

### La famille des seigneursDe Marchamp (XI-XVe)
La présence de la famille De Marchamp (De Morcampo) est attestée dès le milieu du XIe siècle en la personne d'Etienne de Marchamp (Stephanus de Morcampo). Cette famille comptait parmi les plus importants vassaux des Sires de Beaujeu.
Voici ce qu'en disait le moine et historien lyonnais Claude le Laboureur :
« La famille De Marchamp, que d’autres par corruption appelle de Marchant, tire son origine du village de Marchamp près de Beaujeu, capitale du Beaujolois, qu’elle possédoit en toute justice d’où elle s’est étendue en divers lieux de ce beau bailliage par alliance et autres moyen légitimes qui luy ont acquis les terres de Piscis, Propières, la Farge, et autres fiefs et maisons Nobles qu’elle a possedez à Anse, Saint-Germain, Cury et autres lieux du Lyonnois. »
Assez rapidement, par le jeu des alliances et des successions, la famille De Marchamp essaima dans toute la région. Les De Marchamp passent en effet pour être les fondateurs de la seigneurie de Pizay et de son célèbre château, en la personne de Gosmard de Piseys.
La famille De Marchamp se serait éteinte en la personne d'Arduin de Marchamp qui testa en 1481.

### Marchampt et la résistance (1941-1944)
La topographie montagneuse et la situation reculée du village de Marchampt favorisèrent l'installation de la Résistance pendant la Seconde guerre mondiale. Dès 1941, Pierre Delaye (1902-1943), Jean Delaye (1904-1977) et Adrienne Delaye (1911-2009), trois enfants du village rejoignirent le Réseau Phalanx.
Le plateau de la Casse-Froide servit de terrain de parachutage sous le nom "Héliotrope". Dans la nuit du 14 au 15 aout 1944, une équipe de Jedburgh et plusieurs unités SAS (parachutistes instructeurs) furent parachutés sur les hauteurs de Marchampt. Leur mission était de coordonner les diverses actions de la Résistance particulièrement en vue de planifier la libération de Lyon et sa région.

#### Le maquis de Marchampt (juin-août 1944)
À partir de juin 1944, un vigneron de Quincié, Jean Chatelet (1910-1987) déplaça son maquis sur les hauteurs de la commune de Marchampt, après avoir subi une attaque sanglante à Avenas le 25 mai 1944. Des dizaines de réfractaires au STO et de jeunes patriotes rejoindront ses rangs.
Ce maquis s'illustra dans un harcèlement continu des troupes allemandes,.
- Sabotages de la ligne téléphonique reliant le radar de Ranchal à Villefranche sur Saône[23], de voies ferrées et de distilleries
- Destruction le 16 juin 1944 d'un train de marchandises à destination de l'Allemagne et entreposé en gare de Beaujeu. Plusieurs moteurs d'avions furent plastiqués ;
- Défilé du 14 juillet 1944 dans les communes de Beaujeu, Quincié, Marchampt, Lantignié, Fleurie, Odenas, Saint-Etienne-des Oullières et Le Perreon;
- Attentat du château de Magneval le 26 juillet 1944;
- Arraisonnement d'une péniche de sucre à Thoissey à destination de l'Allemagne et distribution de la cargaison dans les communes du Beaujolais ;
- Participation au parachutage AS sur le terrain Héliotrope dans la nuit du 10 aout 1944 ;
- Attaque du Pont des Samsons le 11 aout 1944 (6 morts).

Le 20 aout 1944, le maquis intègre le Premier régiment du Rhône à Lamure sur Azergues et s'engage dans la Libération de Lyon et sa région.

### Histoire de la vigne à Marchampt
Après la Révolution, les biens du châtelain de Varenne, Monsieur Giraud, furent saisis et vendus. Les actes de vente datés de 1793 à 1801 témoignent d'une présence déjà importante de la vigne à Marchampt. À la fin du XIXe siècle, la surface plantée en vigne avoisine les 400 hectares sur la commune.
Mais au XIXe siècle, la culture de la vigne fit face à plusieurs cataclysmes dont les plus importants furent le mildiou et le phylloxera. Comme partout dans le Beaujolais, les paysans durent replanter le vignoble en ayant recours au greffage sur pied américain. À Marchampt, ces opérations commencèrent dès la fin des années 1880.

La polyculture fut peu à peu abandonnée après la Seconde Guerre mondiale. La monoculture de la vigne s'imposa à partir des années 60-70 avec l'essor du commerce des vins du Beaujolais.

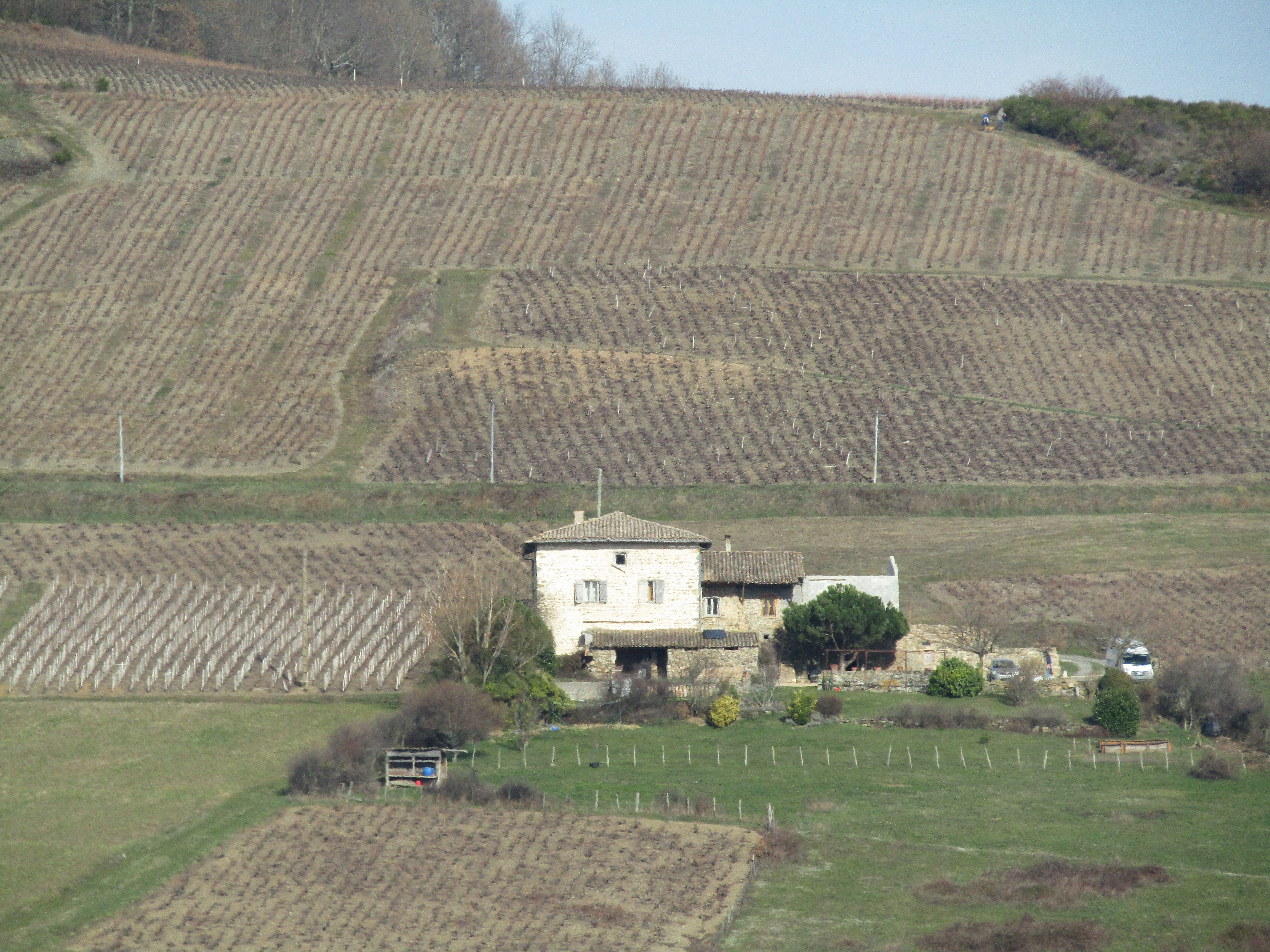
Paysages viticoles à Marchampt (photos blog de Rozy)
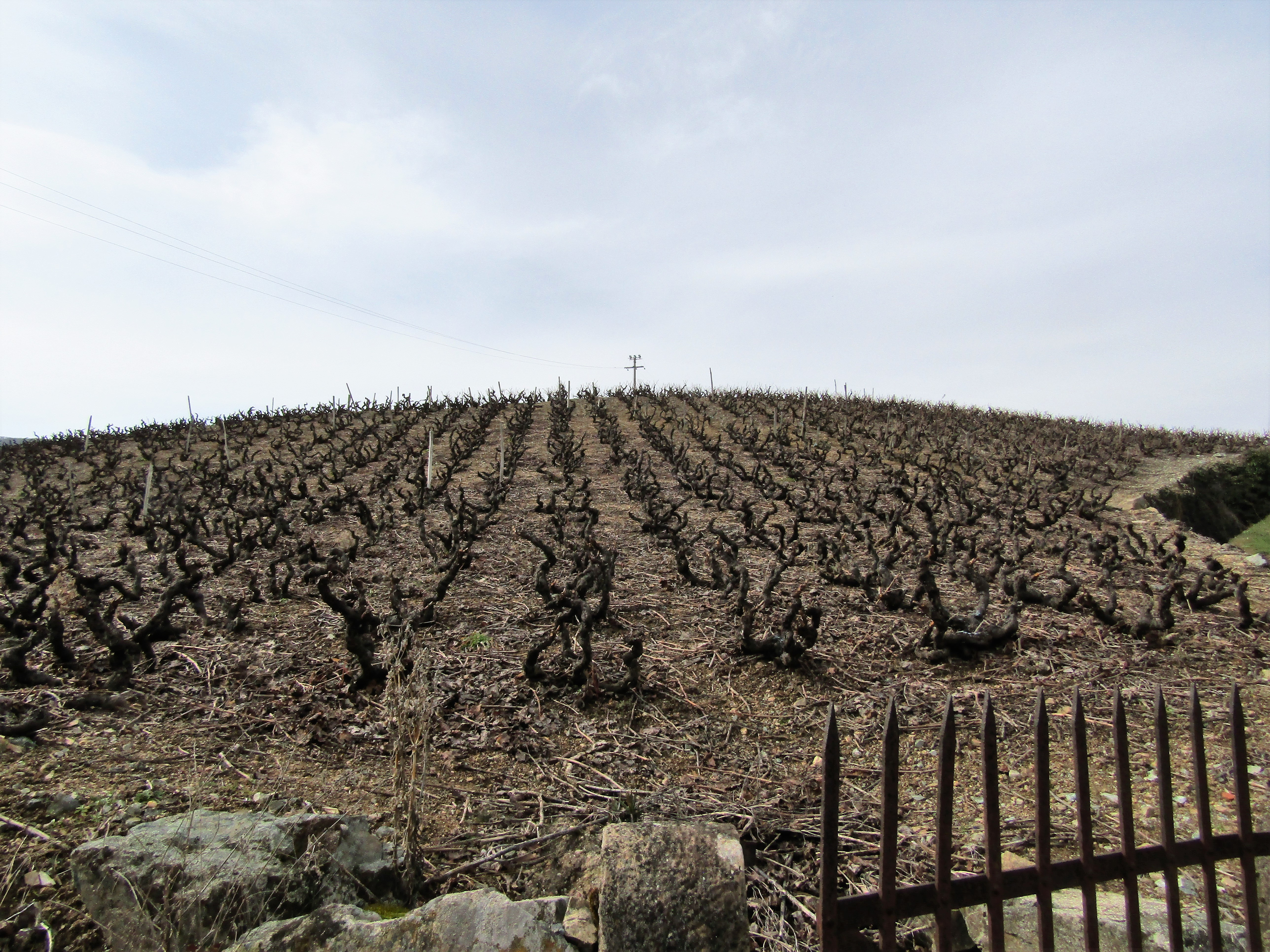

## Politique et administration

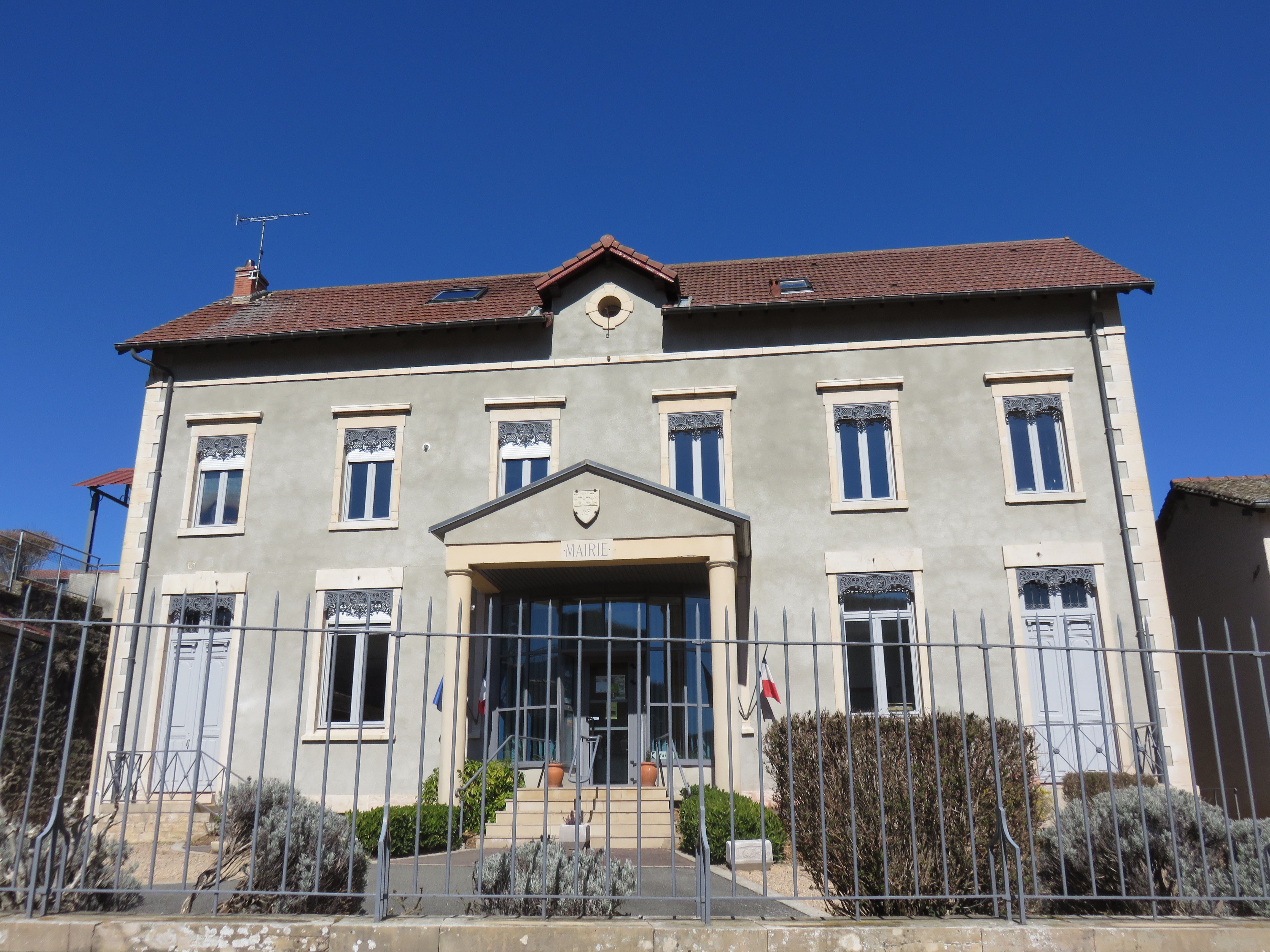
Vue de la mairie en 2019.

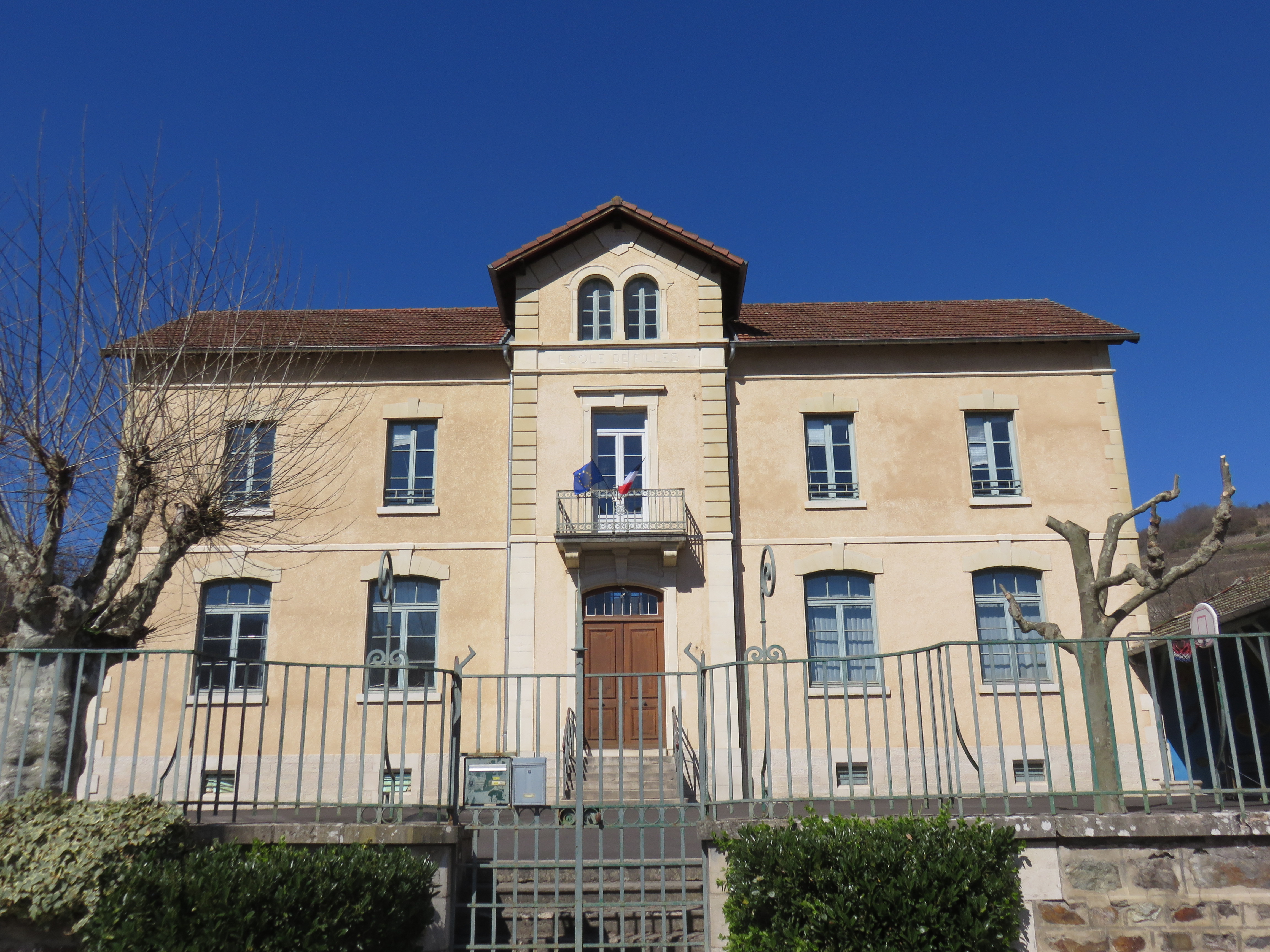
Ecole de Marchampt (2019) - Ancienne école des filles bâtie en 1908

| Période                                  | Période       | Identité                            | Étiquette | Qualité                        |
| ---------------------------------------- | ------------- | ----------------------------------- | --------- | ------------------------------ |
| 1816                                     | 1816          | Claude Santailler (1777-1845)       |           | Maire a son retour de Waterloo |
|                                          |               | Philibert Rochard                   |           | Propriétaire                   |
| 1870                                     | 1871          | Claude Claitte                      |           |                                |
| 1871                                     |               | Claude Marie Louis Durand           |           |                                |
|                                          | 1901          | Claude Marie Mélinand               |           |                                |
| 1901                                     | 1912          | Pierre-Marie Ballandras (1843-1913) |           | Menuisier                      |
| 1912                                     | 1919          | Claude Renaud                       |           |                                |
| 1919                                     | 1944          | Louis Dufit (1878-1956)             |           |                                |
| 1944                                     | 1953          | Antoine Condemine (1887-1953)       | PCF       | Cultivateur                    |
| 1953                                     | 1959          | Pierre Chagny (1904-1989)           |           | Mécanicien                     |
| 1959                                     | 1965          | Lucien Gauthier (1917-2009)         |           |                                |
| 1965                                     | 1983          | Jean Longefay (1914-1989)           |           | Vigneron                       |
| 1983                                     | 1989          | Eugène Carreyve (1931-2003)         |           | Vigneron                       |
| 1989                                     | 2008          | Bernard Mera                        |           | Vigneron                       |
| mars 2008                                | 2014          | Jean-Louis Perraud                  |           |                                |
| mars 2014                                | 2016          | Bernard Mera                        |           |                                |
| juillet 2016                             | juillet 2020  | Claude Dupon                        | SE        |                                |
| Juillet 2020                             | décembre 2021 | Dominique Vittaut                   | SE        | Retraité                       |
| Février 2022                             | En cours      | Philippe Georges                    |           |                                |
| Les données manquantes sont à compléter. |               |                                     |           |                                |

## Population et société

### Démographie
L'évolution du nombre d'habitants est connue à travers les recensements de la population effectués dans la commune depuis 1793. Pour les communes de moins de 10 000 habitants, une enquête de recensement portant sur toute la population est réalisée tous les cinq ans, les populations de référence des années intermédiaires étant quant à elles estimées par interpolation ou extrapolation. Pour la commune, le premier recensement exhaustif entrant dans le cadre du nouveau dispositif a été réalisé en 2007.

En 2022, la commune comptait 452 habitants, en évolution de −0,66 % par rapport à 2016 (Rhône : +3,93 %, France hors Mayotte : +2,11 %).
| 1793 | 1800 | 1806 | 1821 | 1831 | 1836 | 1841 | 1846  | 1851  |
| ---- | ---- | ---- | ---- | ---- | ---- | ---- | ----- | ----- |
| 849  | 504  | 732  | 829  | 894  | 930  | 972  | 1 004 | 1 030 |

| 1856 | 1861 | 1866 | 1872 | 1876 | 1881 | 1886 | 1891 | 1896 |
| ---- | ---- | ---- | ---- | ---- | ---- | ---- | ---- | ---- |
| 977  | 977  | 963  | 912  | 935  | 930  | 950  | 908  | 887  |

| 1901 | 1906 | 1911 | 1921 | 1926 | 1931 | 1936 | 1946 | 1954 |
| ---- | ---- | ---- | ---- | ---- | ---- | ---- | ---- | ---- |
| 920  | 908  | 848  | 713  | 673  | 663  | 586  | 597  | 507  |

| 1962 | 1968 | 1975 | 1982 | 1990 | 1999 | 2006 | 2007 | 2012 |
| ---- | ---- | ---- | ---- | ---- | ---- | ---- | ---- | ---- |
| 413  | 317  | 286  | 295  | 303  | 363  | 426  | 435  | 444  |

| 2017 | 2022 | - | - | - | - | - | - | - |
| ---- | ---- | - | - | - | - | - | - | - |
| 462  | 452  | - | - | - | - | - | - | - |

### Manifestations culturelles et festivités

#### Les conscrits
Comme pour de nombreux villages du Beaujolais, un weekend par an est consacré à la fête des conscrits. Cette fête est l'occasion de réunir tous les âges et toutes les conditions sociales. Destinés à l'origine à célébrer le départ des jeunes pour le service militaire, les conscrits de Marchampt ont lieu chaque année le dernier weekend d'avril.

#### Le festival Grobiland
De 2010 à 2015 se tenait à Marchampt le festival culturel "Grobiland" avec des spectacles, concerts, représentations de théâtre, contes, lectures, expos et ateliers de création.
L'association culturelle "Grobiland" décide de relancer le festival, qui connait une nouvelle édition en 2022, puis une autre à l'été 2024.

#### La fête d'été
Dans les années 1950, avait été créé à Marchampt une fête annuelle qui allait rapidement devenir un évènement incontournable : le fête d'été. Elle était l'occasion pour les habitants de la commune de se réunir pour confectionner des chars les plus sophistiqués possibles qui défilaient dans le village au son de fanfares, devant de très nombreux visiteurs. Cet événement local a pris une ampleur certaine grâce aux nombreux vacanciers, dont beaucoup originaires du villages, présents pendant la période estivale.
Des célébrités notoires de l'époque ont donné des représentations à Marchampt tels que Sim ou encore Stone et Charden.
L'évènement a perdu de son importance dans les années 1970 mais les Grobis entretiennent la tradition de la fête d'été chaque année.

### Sports

#### Les nombreux chemins de randonnée
Les amateurs de randonnée connaissent le village de Marchampt grâce à ses nombreux circuits pédestres qui traversent bois, vignes et prés. Le village propose un des 4 parcours balisés du Sentier Estelle, un circuit boisé et sportif qui serpente entre les cimes beaujolaises.
Plusieurs parcours de crêtes offrent de magnifiques panoramas tels que le Crêt-de-l'oiseau (accessible par les Hayes de Barnoux - circuit des genets) ou encore la Piste du Gaz. Un tronçon du GR76 passe a proximité des cimes de Marchampt.
Depuis la période "Evasion Beaujolaise" dans les années 90, Marchampt est aussi très apprécié par les amateurs de VTT (circuits B8 et B9 depuis Quincié).

#### Course de côte de Marchampt
Tous les ans depuis 1962, Marchampt devient le temps d'un weekend une étape incontournable du sport automobile. En effet, au mois de Juillet, près de 200 coureurs automobiles se réunissent pour y disputer "la Course de côte des Beaujolais-Village", étape importante du Championnat de France de la Montagne.
Avec une pente moyenne de 5,1%, le circuit sinueux alternant lignes droites et virages serrés fait le bonheur des meilleurs coureurs tels que Nicolas Schatz, Lionel Regal, Sebastien Petit, Cyrille Frantz ou encore le drifteur valaisan Marc Fleury.
Depuis 2001, cet événement comporte également une course de véhicules historiques de collection.
Le village de Marchampt se trouve aussi sur le tracé du Rallye de Charbonnières.

### Cadre de vie et économie
Marchampt est un village viticole du Beaujolais. Il se caractérise par des coteaux de forte pente. L'appellation majoritairement produite sur la commune est l'AOC Beaujolais-Village.

### Environnement
Le village de Marchampt fait partie du Géoparc du Beaujolais créé en 2018. Cette reconnaissance est due à la géologie particulière du Beaujolais qui se traduit par la diversité des paysages et des patrimoines naturels et architecturaux des villages.
Marchampt est un village de moyenne montagnes dont le point culminant est le Mont Soubran (898 m). La majeure partie des sols sont occupés par des vignes, des prés et des bois. Malgré l'implantation exponentielle et durable de résineux comme le Douglas, la commune conserve encore de grands espaces de bois feuillus.

#### Le Gros châtaignier

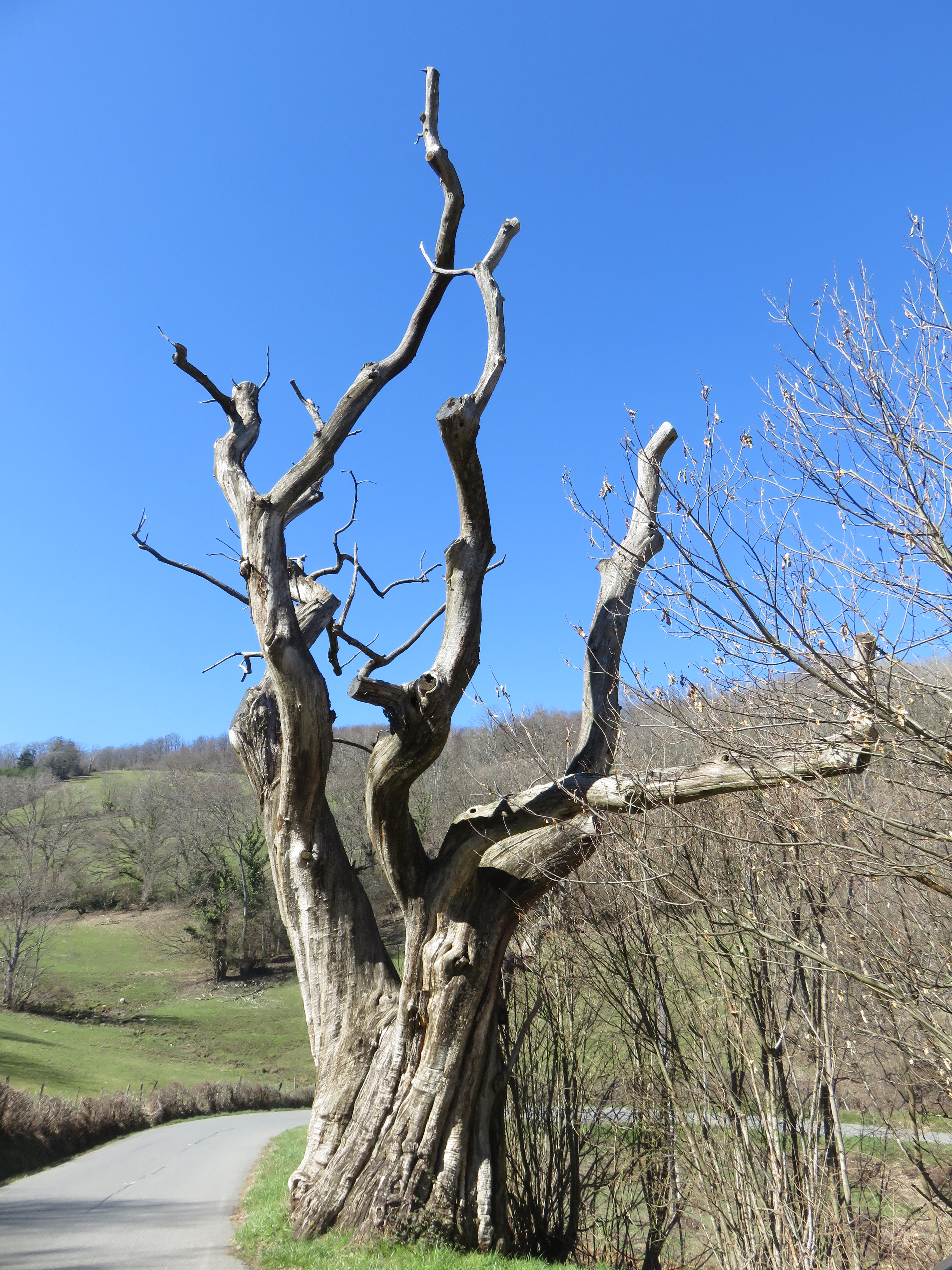
Gros châtaignier de Marchampt (mars 2019)

Classé parmi les 50 plus beaux arbres de France, un châtaignier majestueux se dresse au bord de la route de La Croix-Marchampt. L'arbre est mort depuis une quinzaine d'années mais son imposante silhouette est encore bien visible. Avec ses 9,8 mètres de circonférence, ce témoin du temps passerait pour être âgé de plus de 1 000 ans. La légende raconte que ce sont les moines de Cluny qui l'auraient planté au Xe siècle, à l'époque ou l'Abbaye du même nom déployait son hégémonie dans la région.

#### Les Landes du Beaujolais
Afin de préserver une faune et une flore exceptionnelle, un arrêté préfectoral pris en 1985 classe une partie des hauteurs de la commune en "Zone de biotope". De nombreux sentiers pédestres la traversent. L'un des points de départ se situe au lieu-dit "Les Hayes de Barnoux" situé sur les hauteurs de Marchampt, en direction du col de la Croix-Rosier. Cet espace fait aujourd'hui partie des "Landes du Beaujolais" qui s'étendent sur plusieurs communes voisines.

## Lieux et monuments

### Les châteaux de Marchampt

#### Le château de Varennes
Situé sur la commune limitrophe de Quincié-en-Beaujolais, le château de Varennes appartenait au marquis de Varennes qui posséda longtemps les terres de Marchampt sur lesquelles il avait droit de justice.
L'une des deux chapelles de l'ancienne église, dite "de Varennes" servit un temps de nécropole à la famille de Nagu, marquis de Varennes dont les armes sont encore visibles de nos jours sur le bénitier du clocher.

#### Le château des Roches
Construite en 1865, cette grande maison bourgeoise était la propriété du comte italien Agostino Antonelli et de sa femme Marie Emma Garcia de la Palmira. Le comte et la comtesse résidaient à Terracine, près de Rome mais aimaient se rendre en villégiature à Marchampt.
Le comte fut un grand donateur de la paroisse. Il offrit en 1889 une fontaine en marbre de Carrare ainsi que trois lustres de cristal.
À la suite du décès du comte Antonelli survenu à Rome le 9 juin 1916, la paroisse de Marchampt organisa une procession en l'honneur de ce grand bienfaiteur de la commune le 11 juillet 1916.

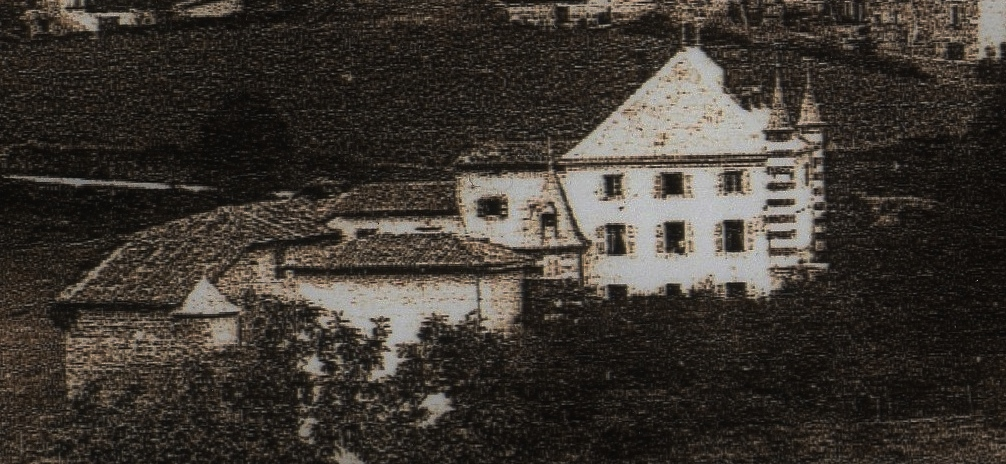
Château des Roches en 1905.
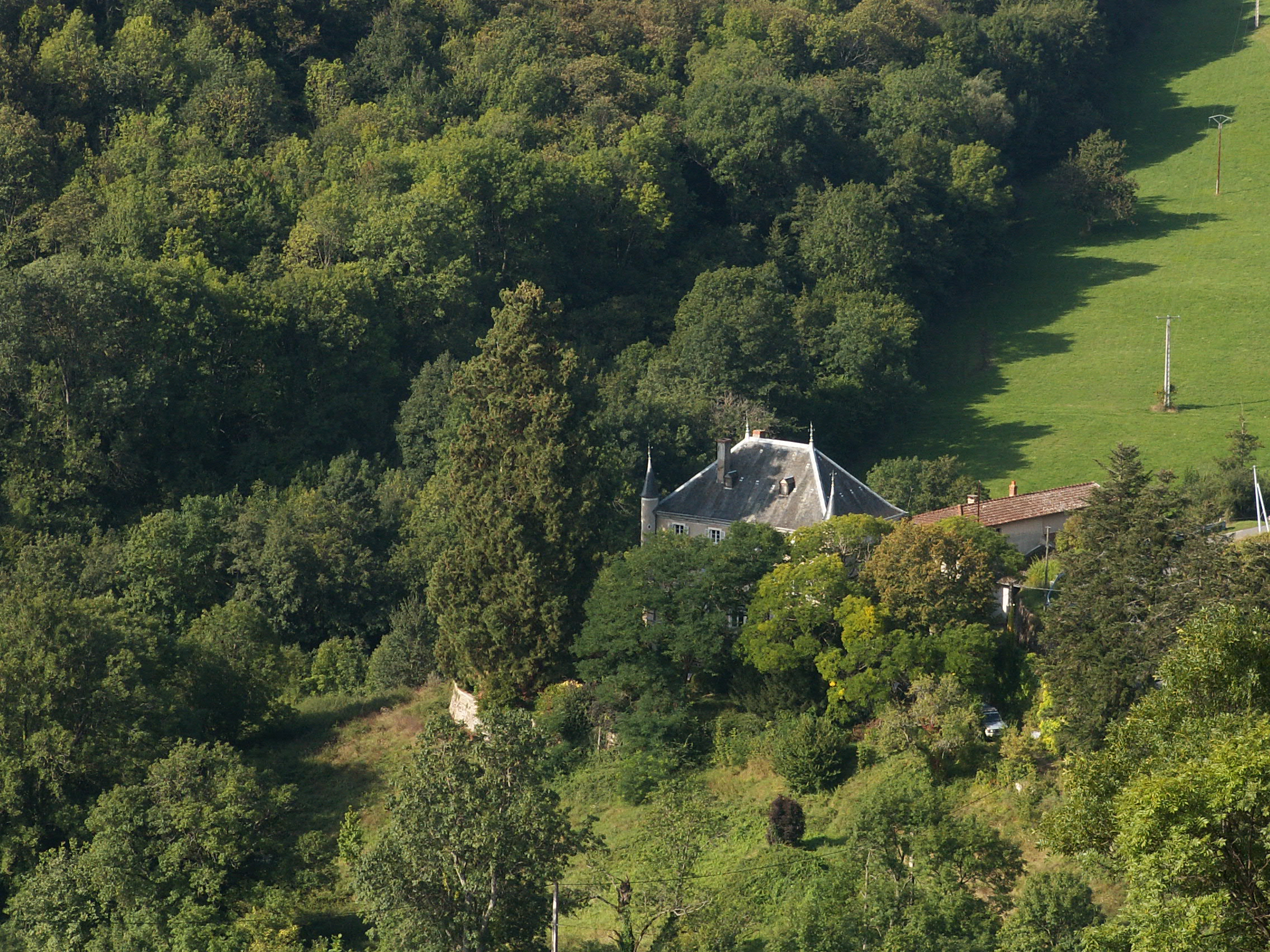
Château des Roches 2008.

#### La Villa Durnerin
Riche demeure bourgeoise commanditée au XIXe siècle par une famille d'avoués parisiens, la Villa Durnerin - du nom de ses propriétaires - surplombait le village de Marchampt.
Délaissée à partir des années 1950, la bâtisse fut sujette à un incendie qui la détruisit en partie. La commune de Marchampt se résolut alors à en détruire les ruines.
Ne subsiste actuellement que le parc de la Villa.

### Édifices religieux

#### L'église de la Nativité-Saint-Jean-Baptiste
Si l'abbé Montaland faisait remonter la construction de la première église à l'année 1605, des sources ecclésiastiques plus anciennes attestent déjà de la présence d'un édifice religieux au milieu du XVe siècle dévolu à Saint Étienne. L'église possédait deux chapelles, l'une au nord dite "de Laval" et l'autre au sud, dite "de Varenne".
Agrandi à plusieurs reprises et doté d'un clocher, le bâtiment se montra trop exigu et menaçait ruine. La décision fut prise en 1840, sous le ministère du curé Despras, d'engager les travaux de construction d'une nouvelle église à l'emplacement de l'ancienne. Elle fut bénie le 19 avril 1845 par le cardinal De Bonald, Archevêque de Lyon et consacrée à Saint-Jean Baptiste enfant.
On remarquera le fragment d'un retable sur la nativité qui est incrusté dans la façade, surplombant le portail. Sont représentées les scènes de la Nativité, de l'Annonce aux bergers (à gauche) et de l'Adoration des mages (à droite).
L'église fut rénovée en 1948 et inaugurée par le cardinal Gerlier.
Le clocher renferme trois cloches. Une horloge a été installée en 1870, grâce à un don.

Sur l'autel de la Vierge (chapelle dite de Varenne) se trouve une Piéta du XVIe siècle. Une association locale œuvre à sa restauration. 

Eglise de la Nativité-Saint-Jean-Baptiste de Marchampt
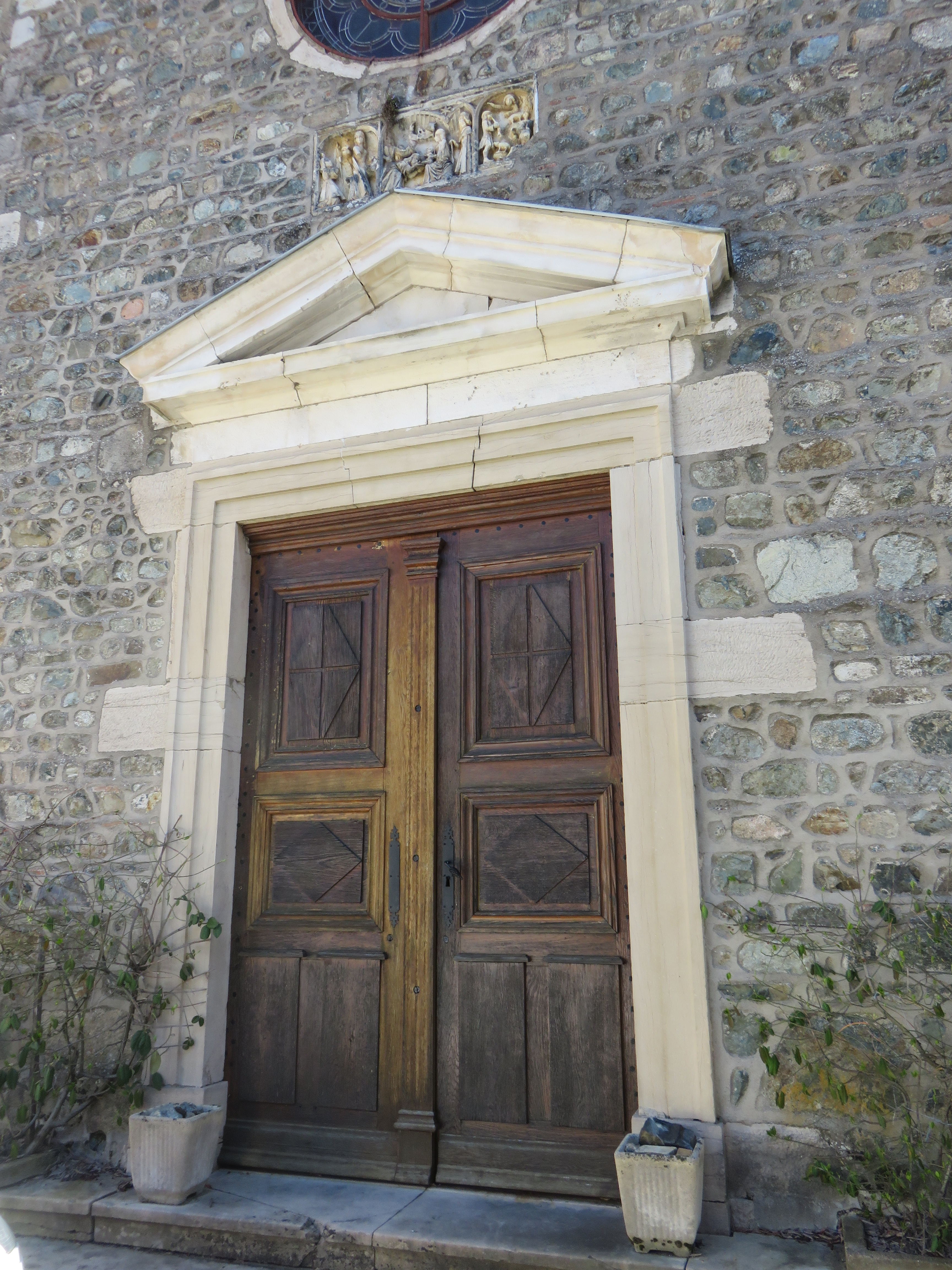
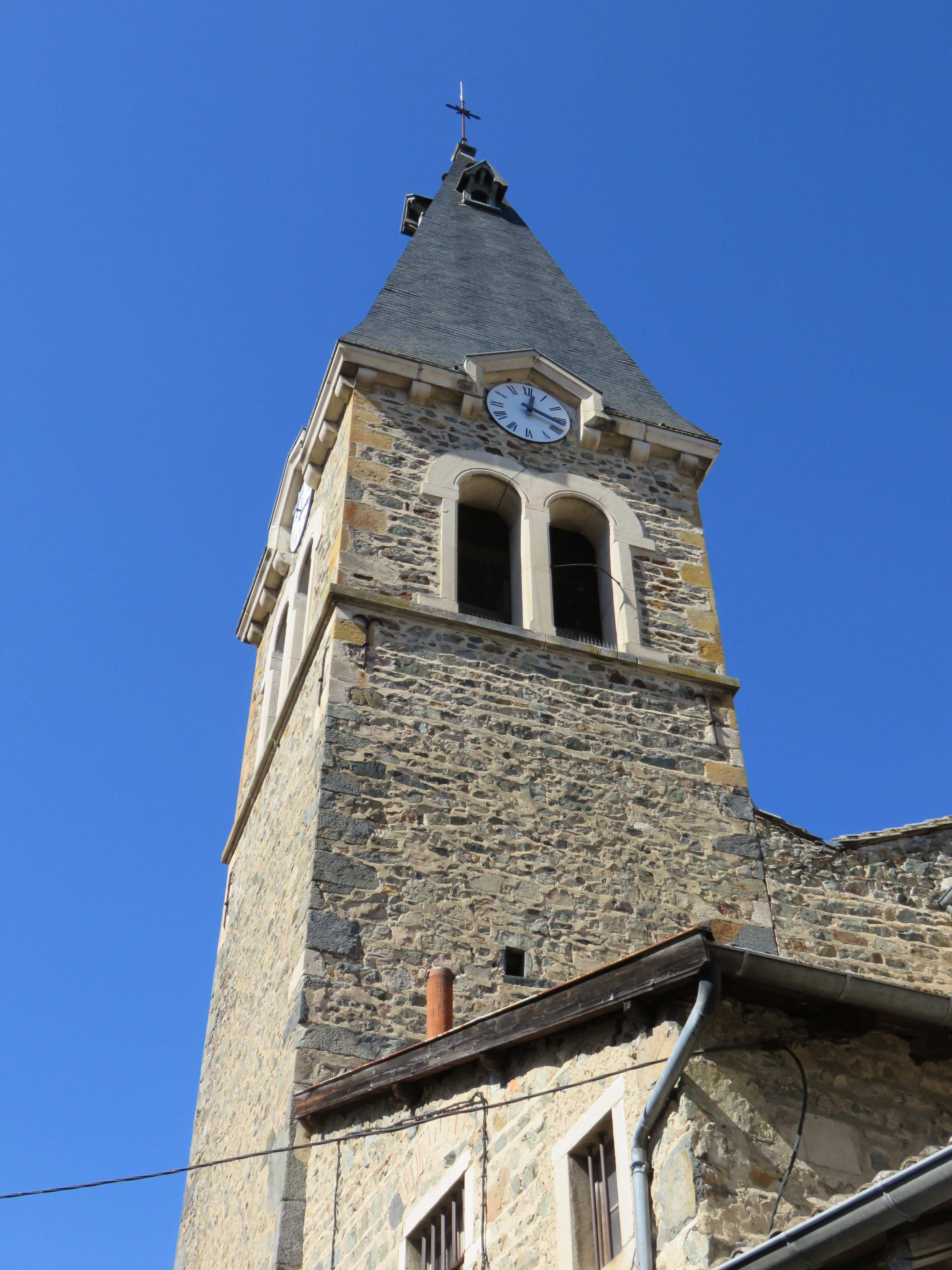
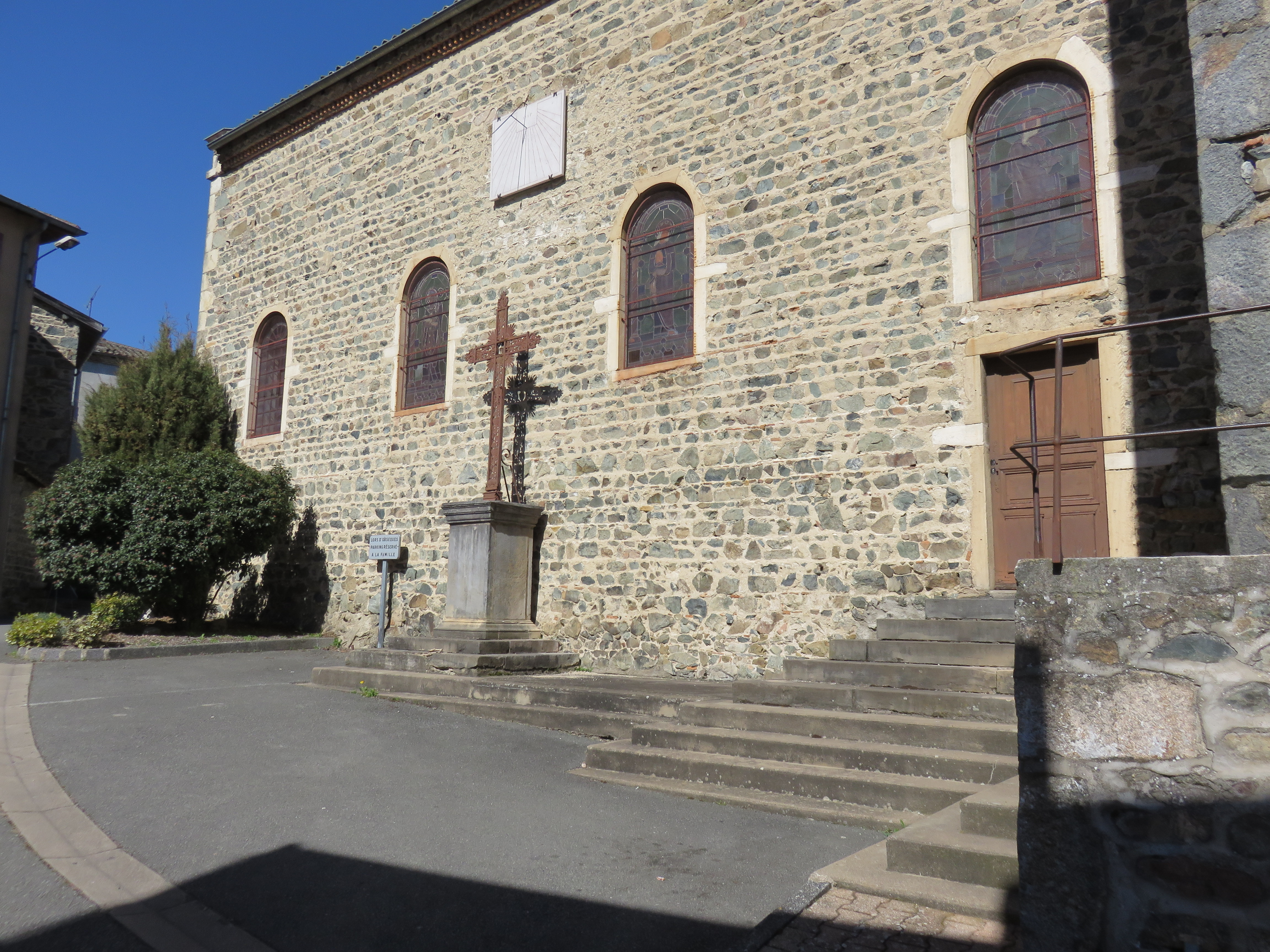
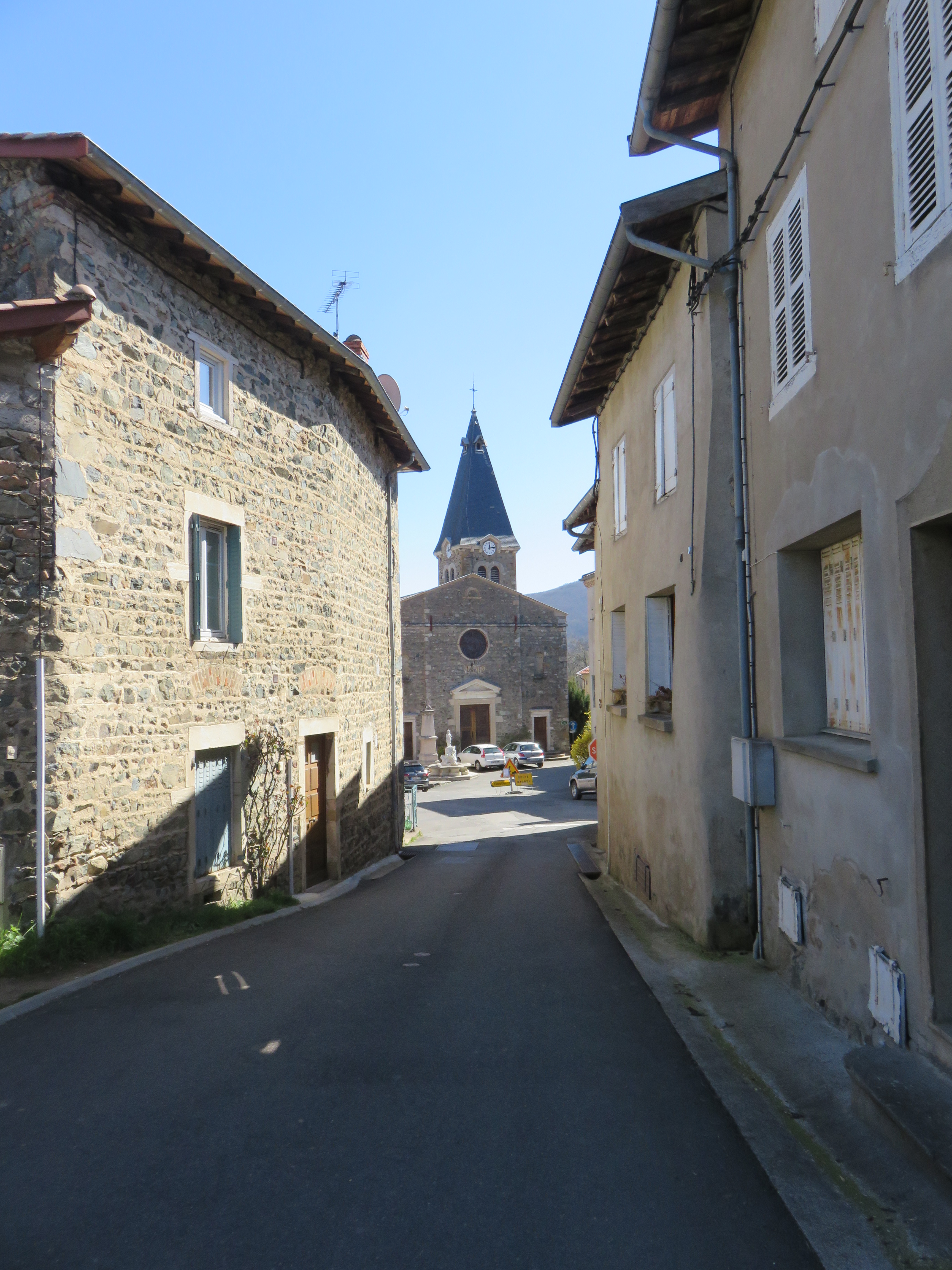

#### La chapelle de Cremasson
Ce fut le curé Despras qui entreprit la construction de la chapelle Notre-Dame-l'Auxiliatrice, au lieu-dit Cremasson en 1855, à la suite d'un vœu fait par la population. En effet, depuis près de sept ans, chaque année les récoltes étaient ravagées par la grêle. Les paroissiens décidèrent donc de bâtir une chapelle sur les hauteurs de Marchampt afin de demander la protection des cultures à la Vierge Marie. Les travaux commencèrent en 1856 grâce aux 6 700 francs de dons.
La chapelle fut terminée au début de l'été 1857 et le 31 août de la même année, bénite par l'évêque Nicolas-Augustin de La Croix d'Azolette, ancien archevêque d'Auch. La chapelle fut consacrée par le curé Despras, le 24 mai 1858, devant les paroissiens. La fête de la chapelle Notre-Dame-l'Auxiliatrice se déroulait traditionnellement tous les 1er mai.
Laissée à l'abandon, elle fit l'objet d'une restauration méticuleuse par une association locale à partir des années 1990. Depuis 2018, on y célèbre une messe au début du mois de septembre.

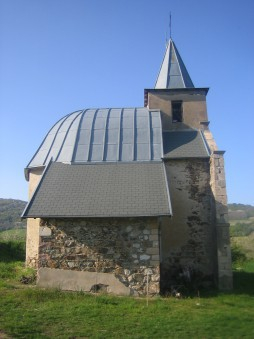
Chapelle de Crémasson 2011.
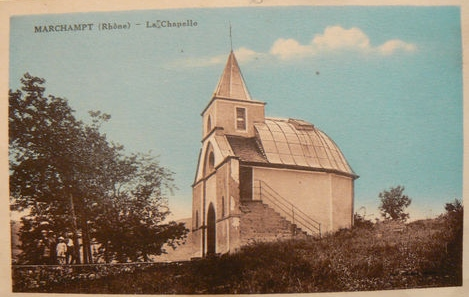
Chapelle de Crémasson en 1895.
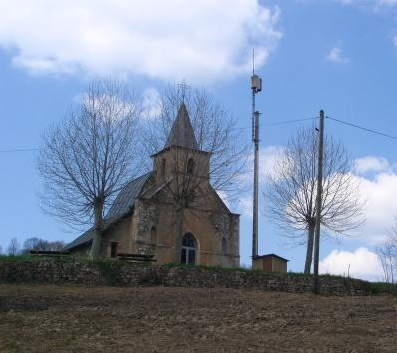
Photo de la chapelle en 2009.

#### La chapelle de Varennes
Cette petite chapelle, placée sous le vocable de Saint-Émillian, fut construite en 1577 en amont du Château de Varennes. L'année est gravée sur le voussoir de la voute d'entrée en pierre de pays. On raconte qu'elle célébrerait la fin de la reconstruction du château après qu'il fut détruit par les huguenots. Il ne reste aujourd'hui de cette chapelle que la façade ainsi que quelques murs.

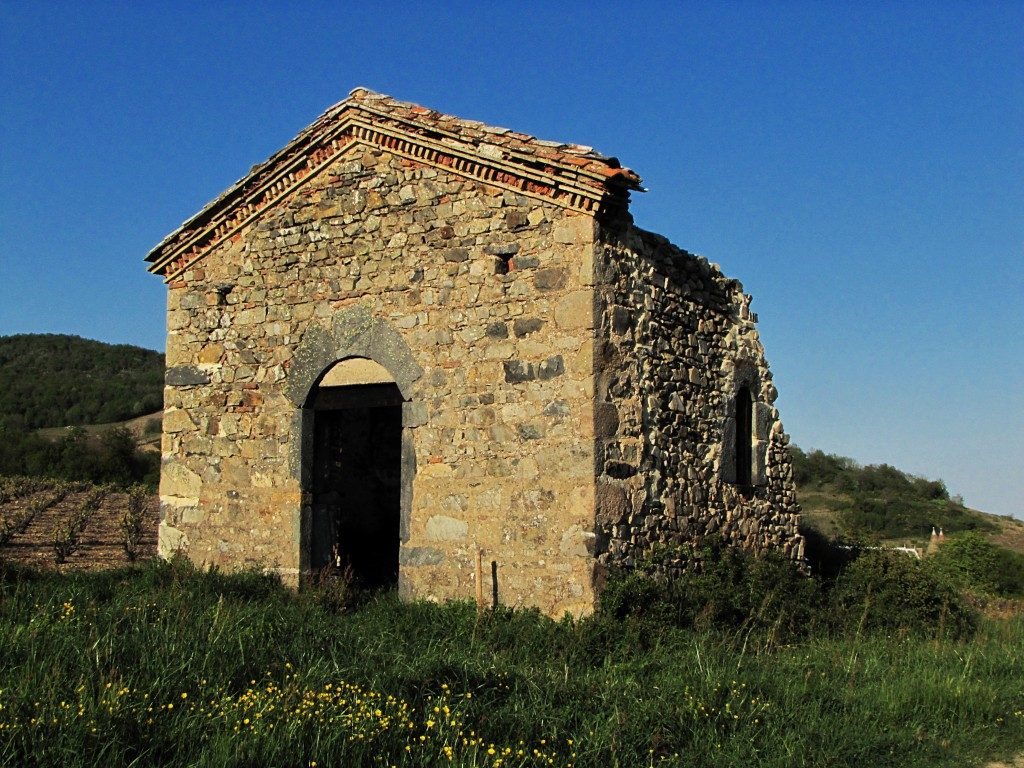
Chapelle Saint-Emillian.
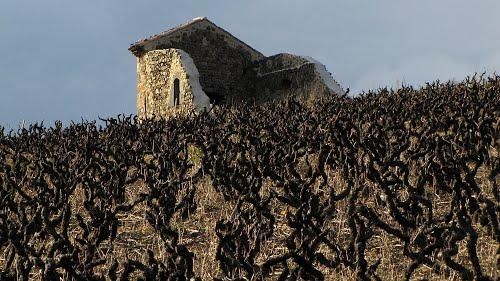
Chapelle de Varennes rénovée.

### La fontaine
Offerte en 1889 à la commune de Marchampt par le Comte et la Comtesse Antonelli, elle est en marbre de Carrare et fut sculptée à Rome d'où elle a été expédiée. La statue représente Saint Jean Baptiste enfant, Saint patron de la paroisse. Cette fontaine servit à amener l'eau sur la place de l'église, évitant aux habitants d'aller la chercher à Vers-l'Haye.

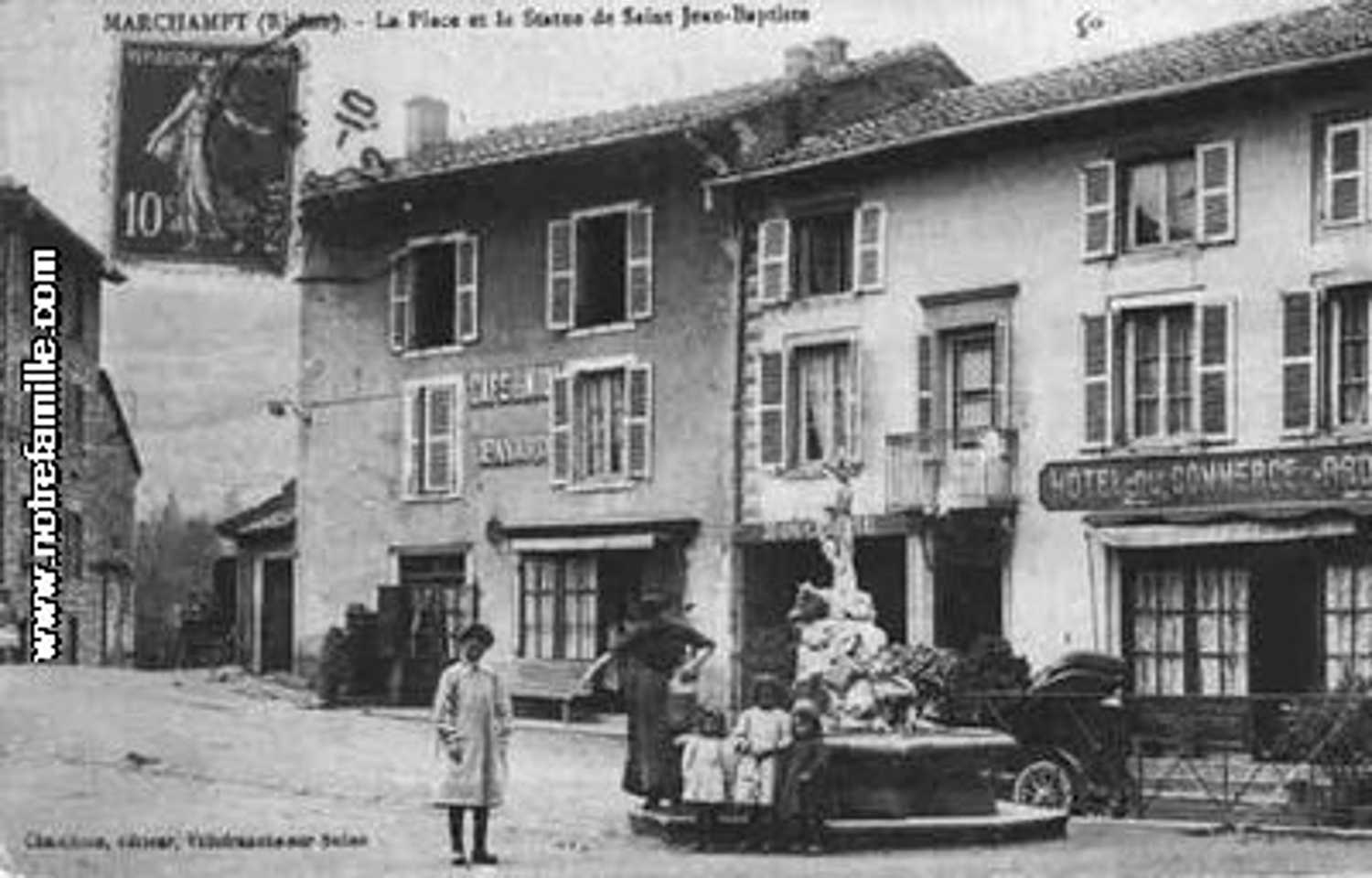
Place Saint-Jean en 1911.
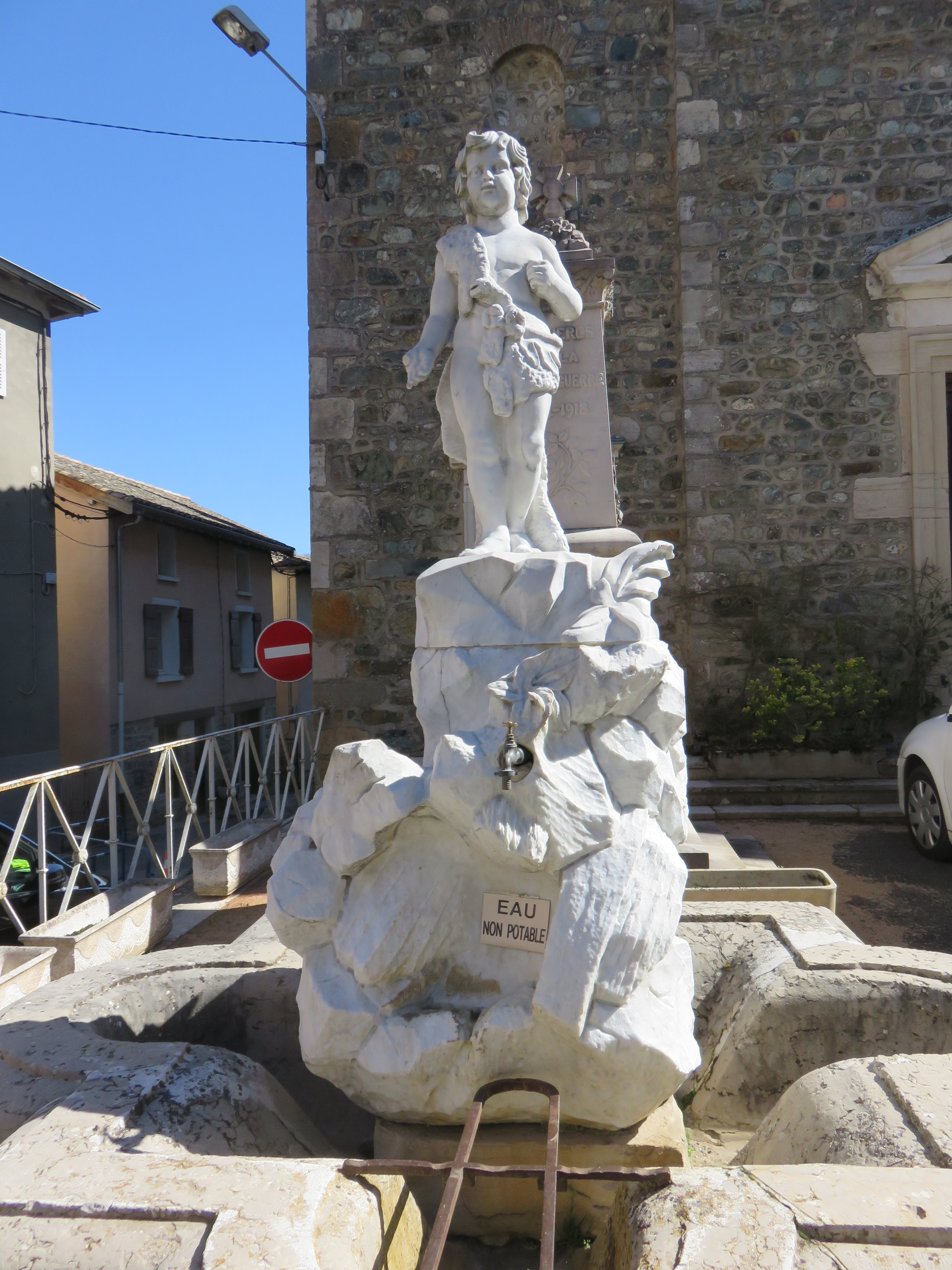
Fontaine Saint-Jean 2019.

### Le monument aux morts

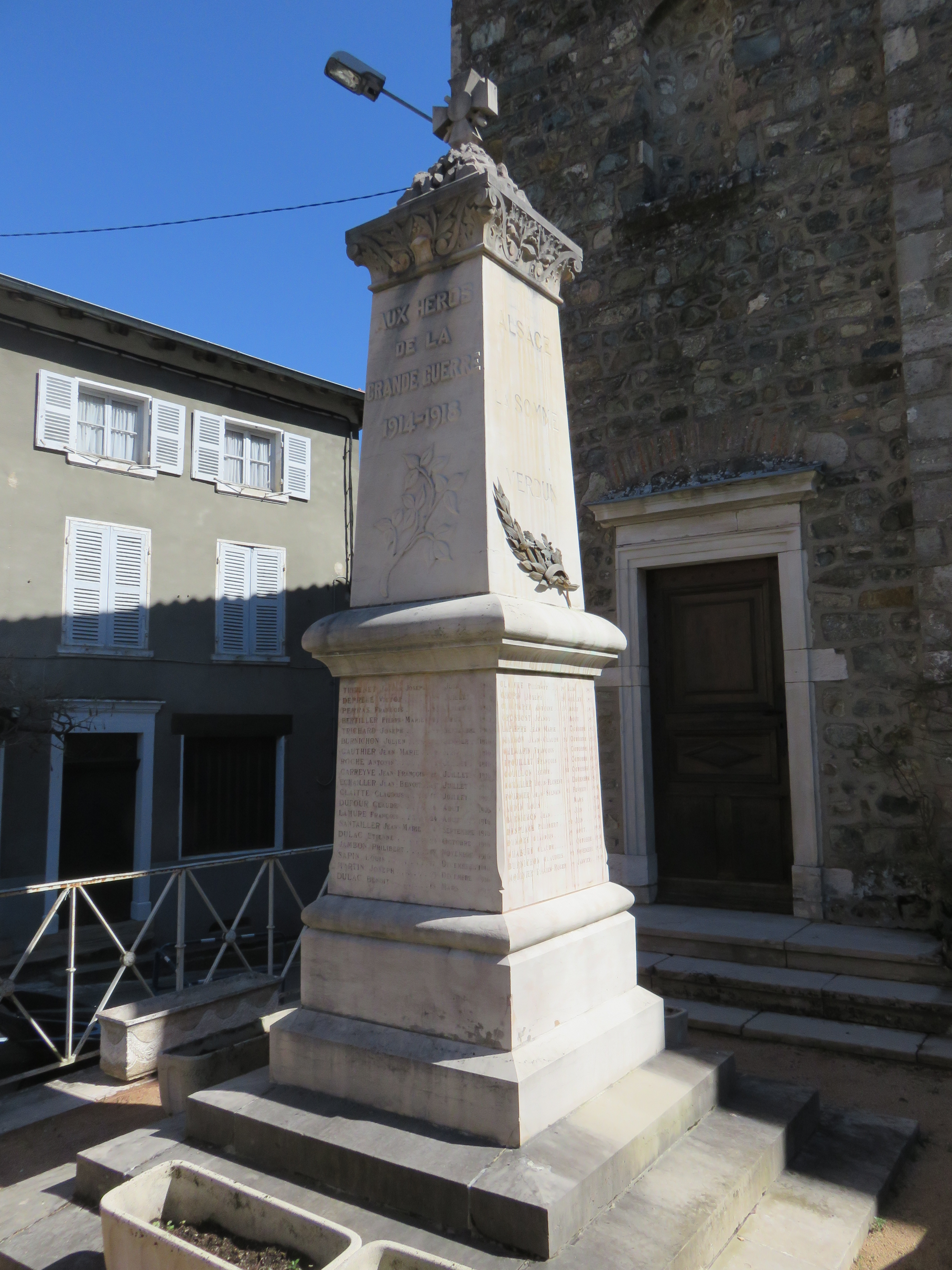
Monument aux morts en 2019.

Ce monument, célébrant la bravoure des hommes de Marchampt morts au combat a été érigé fin 1920 en présence des familles et des anciens combattants. Il est l'œuvre du marbrier-sculpteur Benoit Myard (1873-1945), qui réalisa également les monuments de Quincié-en-Beaujolais, Beaujeu, Chenelette et Cercié.
Il s'agit d'un "obélisque en calcaire, sur socle couronné d'un chapiteau corinthien à volutes supportant un massif rocaileux et une croix de guerre sculptée au sommet." Les matériaux utilisés furent le calcaire de Villebois pour le socle, la pierre de Chassagne pour le fût et la pierre de Lavoux ou de Vaurion pour le chapiteau.
Pour la seule Guerre de 1914-1918, 56 noms furent gravés. 3 noms furent ajoutés pour la Seconde Guerre mondiale ; ceux de Francis Vallet (13 juin 1940), Pierre Delaye (11 mai 1943 - résistant abattu par les allemands) et Pierre Chervet (7 décembre 1944 - mort dans un bombardement alors qu'il effectuait son Service du travail obligatoire). Le dernier nom gravé sur le monument fut celui de Louis Jomain, mort pour la France le 29 juin 1956 pendant la Guerre d'Algérie.
Situé originellement sur la place du village, le monument a été restauré et déplacé place du Cadran-Solaire en 2019.

## Personnalités liées à la commune
- Famille De Nagu : seigneur de Varennes de 1395 à 1769, marquis de Varennes à partir de 1618

- François De Nagu (1574-1637), personnage illustre de la noblesse d'ancien régime sous le règne de Louis XIII. Il fut successivement[40],[41]:
  - Seigneur de Varennes puis Marquis de Varennes (seigneurie érigée en marquisat par Lettres patentes de décembre 1618), Baron de Marzé, seigneur de Belleroche, Lurcy ...
  - Nommé bailli et gouverneur de Mâcon par la reine Marie de Médicis (1611)
  - Conseiller d'Etat du Roi (1617)
  - Maréchal des Camps et armées du Roi puis Lieutenant Général des Armées du Roi
  - Ambassadeur extraordinaire en Suède en 1630
  - Commandant en Bresse, Bugey et Bourgogne
  - Chevalier du Roi en sa cour du Parlement de Bourgogne
  - Chevalier de l'Ordre du Saint-Esprit (14 mai 1633)
  - Gouverneur d'Aigues-Mortes. Il décède à Aigues-Mortes "au retour de Leucate"[41] et fut inhumé à Marchampt en 1637.
- Jean Simon Pierre Méra dit Joanny (1849-1894) : socialiste, adjoint au maire de Lyon (1er arrondissement) et Conseiller général du Rhône. Inhumé à Marchampt.
- Marius Thomas (1883-1970) : Chef de cabinet d'André Maginot (Ministre de la Guerre de 1929 à 1932). Inhumé à Marchampt.
- Pierre Delaye (1902-1943) : héros de la résistance, prisonnier et évadé de Russie, il rejoint l'Angleterre et devient membre du réseau Phalanx. Opérateur radio, il fut l'organisateur de l'opération « SIRENE II » et réceptionna Jean Moulin, Christian Pineau et le général Delestraint lors de leur atterrissage clandestin à Melay (71) dans la nuit du 19 au 20 mars 1943. Il meurt sous les balles allemandes à Loyettes (01) le 11 mai 1943[19]. Son corps fut rapatrié et inhumé dans sa commune de Marchampt, où avant guerre il était un simple et discret scieur. Il est fait chevalier de la Légion d'honneur par Décret du 28 avril 1959 et place porte aujourd'hui son nom. Dans ses missions, Pierre Delaye alias "Var" était secondé par son frère Jean (1904-1971), viticulteur.
- Adrienne Delaye (1911-2009) : membre du réseau Phalanx avec ses frères, elle était agent de liaison. Arrêtée par la Gestapo sur dénonciation, elle fut déportée. Adrienne Delaye se retrouva au camp de Ravensbruck, ou elle côtoya entre autres Geneviève de Gaulle-Anthonioz. Libérée en 1945, elle resta toute sa vie très discrète sur cette période.
- Gabriel Gauthier (1916-1996) : général d'armée et as de l'aviation de la Seconde Guerre mondiale, il fut Chef d'état-major de l'armée de l'air de 1969 à 1972 après avoir été chef d'état-major particulier du Général De Gaulle[42],[43]. Originaire de Marchampt, il y fut inhumé aux côtés de son frère Lucien Gauthier (1917-2009), maire du village de 1959 à 1965.